# 翕和
翕和位於大埔區南部，是大埔七約中離市區最近的一條鄉村，由於其地處市區心臟地帶，故亦受城市發展影響最深。翕和除部分古建築得以保留外，近年增建不少的新型鄉村屋在附近，面貌已大為改變。

## 範圍
- 泮涌
- 南坑
- 鳳園
- 上黃宜坳
- 大埔滘
- 碗窰
- 荔枝山
- 元墩下
- 打鐵屻
- 半山洲
- 燕岩
- 新屋家

註:此外還包括清末民初由上碗窰分建的張屋地、下碗窰的分建的桃源洞二村。